# USS Hardhead (SS-365)
L'USS Hardhead (SS-365) est un sous-marin de la classe Balao construit pour l'United States Navy pendant la Seconde Guerre mondiale. 
Construit au chantier naval Manitowoc Shipbuilding Company (en) de Manitowoc, dans le Wisconsin, sa quille est posée le 7 juillet 1943, il est lancé le 12 décembre 1943, parrainé par Mme Inez Riddle McDonald, et mis en service le 18 avril 1944, sous le commandement du commander Fitzhugh McMaster.

## Historique

### US Navy
Après une formation dans le lac Michigan, le sous-marin entre en cale sèche à Lockport (Illinois) et est remorqué à La Nouvelle-Orléans, qu'il atteint le 16 mai 1944. Après avoir appareillé de Louisiane le 22 mai, il atteint Balboa 5 jours plus tard, où il participe à des exercices d'entraînement supplémentaires avant son arrivée à Pearl Harbor le 7 juillet 1944. 
Lors de sa première patrouille, le submersible coule le 18 août le croiseur japonais Natori dans le détroit de San Bernardino. Le reste de la patrouille consiste à mener des opérations de sauvetages au large des Philippines lors de frappes d'aéronefs. Il sert également de navire de reconnaissance lors de l'opération Paulus.  
Le Hardhead appareille de Fremantle, en Australie, pour sa deuxième patrouille de guerre le 24 octobre 1944. L'une de ses premières actions est le sauvetage du commandant Bakuti, abattu lors de la bataille du golf de Leyte. Son avion servait à bord du porte-avions USS Enterprise. Pendant les mois restants de 1944, le Hardhead joue un rôle important au sein des wolfpacks en perturbant les lignes d'approvisionnement japonaises aux Philippines, notamment en coulant plusieurs navires de défense côtière.  
À la fin de 1944, il quitte l'Australie pour une troisième patrouille dans la mer de Chine méridionale. Durant la première moitié de 1945, il coule notamment le Nanshin Maru et mène des opérations de sauvetage lors des frappes aériennes sur Singapour.  
En avril, lors de sa quatrième patrouille, il participe à une mission de mouillage de mines au large des côtes de l'Indochine française. Le sous-marin endommage et coule avec succès des navires marchands japonais dans le Pacifique Sud. Sa cinquième patrouille est brusquement interrompu le 17 juillet 1945. Le submersible rejoint Onslow, en Australie, en raison d'une maladie affectant le commandant. 
Bien qu'ayant effectué une sixième patrouille en mer de Java, l'aboutissement de la campagne maritime américaine pour traquer les flottes marchandes japonaises marque la fin des succès du submersible ; il ne rencontre aucune cible lors de cette patrouille. Celui-ci retourne aux États-Unis à la fin de la guerre du Pacifique et est mis hors service le 6 mai 1946.   
Après plusieurs années au sein de la flotte de réserve, le Hardhead est converti et remis en service en 1953. Il participe à plusieurs manœuvres militaires en 1956 lors de son départ pour la Méditerranée pour prêter assistance à la sixième flotte pendant la crise de Suez. En juillet 1958, il rejoint le 2e groupe de développement de sous-marins (Submarine Development Group 2), détournant son attention des opérations de la flotte vers la recherche et les tests d'équipement et de doctrine tactique. Le Hardhead passe les dernières années de service au sein de ce groupe, opérant au large de la côte Est et dans l'Atlantique Nord, remportant au passage quatre prix "E" consécutifs pour sa performance en 1961. En 1962, il participe notamment à la crise des missiles cubains. 

### Marine grecque
Le Hardhead est mis hors service, rayé du registre naval et transféré en vertu du programme d'assistance de sécurité à la Grèce. Le 26 juillet 1972, il hisse le pavillon grec à New London (Connecticut) et rejoint le pays le 29 décembre 1972. Mis en service dans la marine hellénique sous le nom de Papanikolis (S-114), le submersible est radié des registres navals grecs le 4 mai 1993. 